# Jacob Hustaert
Jacob Hustaert (Amsterdam, september 1619 – Batavia, 10 juli 1665), ook wel Hustard, Hutsert en Hutstaert, was een koopman in dienst van de VOC. Hij was van 1653 tot 1656 gouverneur van Ternate, van 1656 tot 1662 gouverneur van Ambon en van 1663 tot 1664 gouverneur van Ceylon.

## Biografie

### Makian

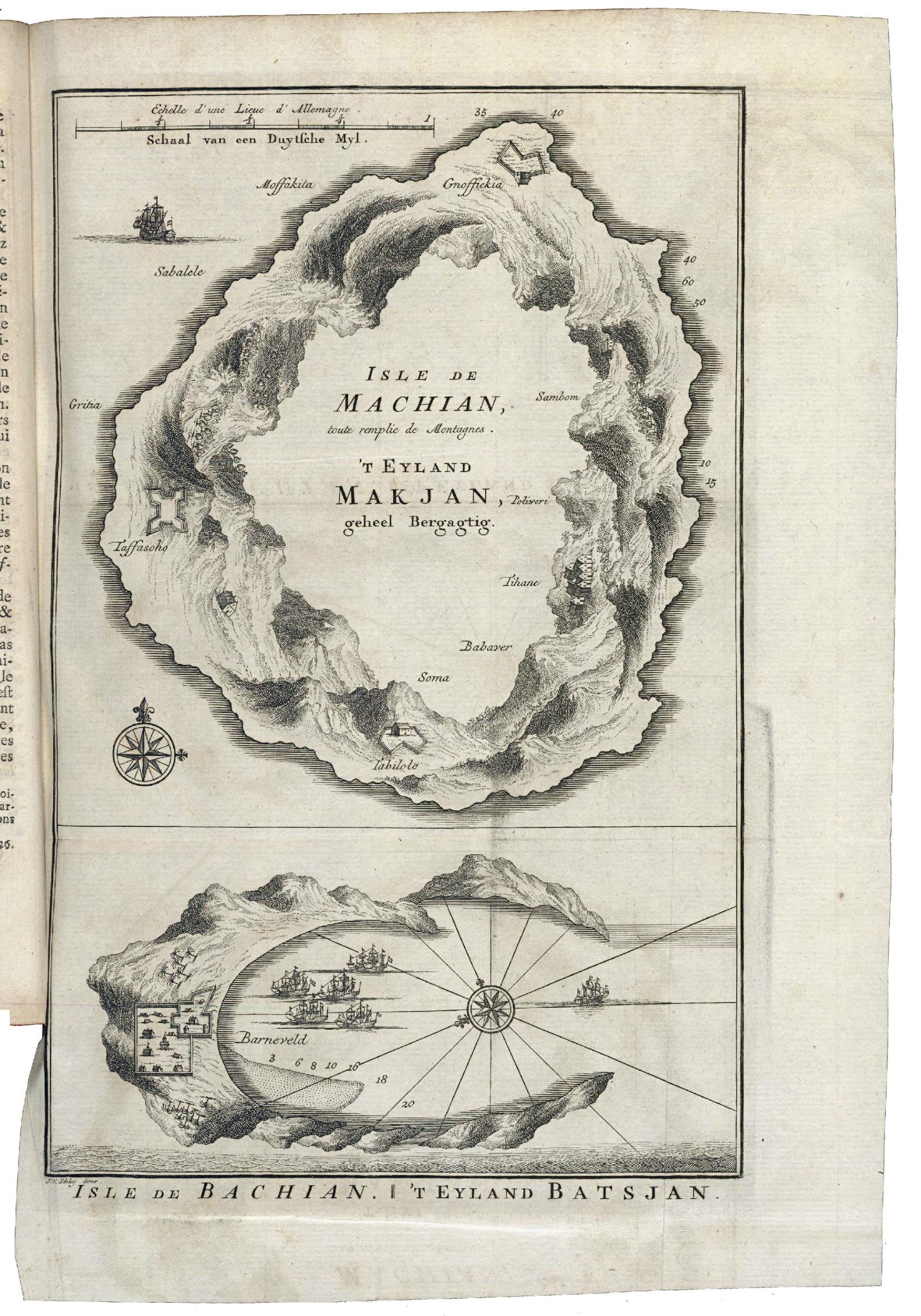
Makian en Batjan

Jacobs moeder Elisabeth was een dochter van Balthasar de Moucheron, de reder uit Antwerpen en later Middelburg, en een van de grondleggers van de VOC. Elisabeth trouwde in 1613 in Amsterdam met Pieter Hustaert uit Antwerpen, een handelaar in Braziliaans hout. François Valentijn meldt dat Jacob in 1645 als koopman in de retourvloot van Maximiliaan le Maire uit Oost-Indië naar Nederland voer. Hij moet dus toen al enige jaren bij de VOC gewerkt hebben en er al jong in dienst zijn gegaan. In 1647 voer hij als opperkoopman op het schip Henriëtte Louise weer terug naar Batavia, waar hij enige tijd zitting had in de Raad van Justitie. In juli 1648 volgde hij Gaspar van den Bogaerde op als opperkoopman op het kruidnageleiland Makian en secunde (vice-gouverneur) van de Molukken. Van den Bogaerde werd toen gouverneur. In zijn rol van vice-gouverneur bracht Hustaert onder andere een bezoek aan de sultan van Tidore om te polsen hoe hij dacht over zijn vriendschap met de Spanjaarden. Het bleek dat hij zich daar graag van verlost zou zien, maar zich ook niet met de Compagnie wilde verbinden. Tot 1651 bleef Hustaert op Makian. Dat jaar werd ook een dochter geboren, Geertruyd, vernoemd naar zijn vrouw, een telg van de familie Reynst. Haar oom Hendrik Reynst was schepen in Amsterdam en bewindhebber van de VOC-Kamer Amsterdam.
In 1652 was hij weer terug in de Raad van Justitie in Batavia, en een jaar later ging hij als 'expresse commissaris ende gezant' naar de sultan van Makassar. Dit koninkrijk in het zuiden van Celebes (Sulawesi) was een concurrent van de VOC in de kruidnagelhandel op de Molukken, en pleegde het in 1637 door Van Diemen en Caen gesloten monopolieverdrag met de sultan van Ternate te ontduiken. Hustaert moest echter onverrichter zake terugkeren.

### Ternate

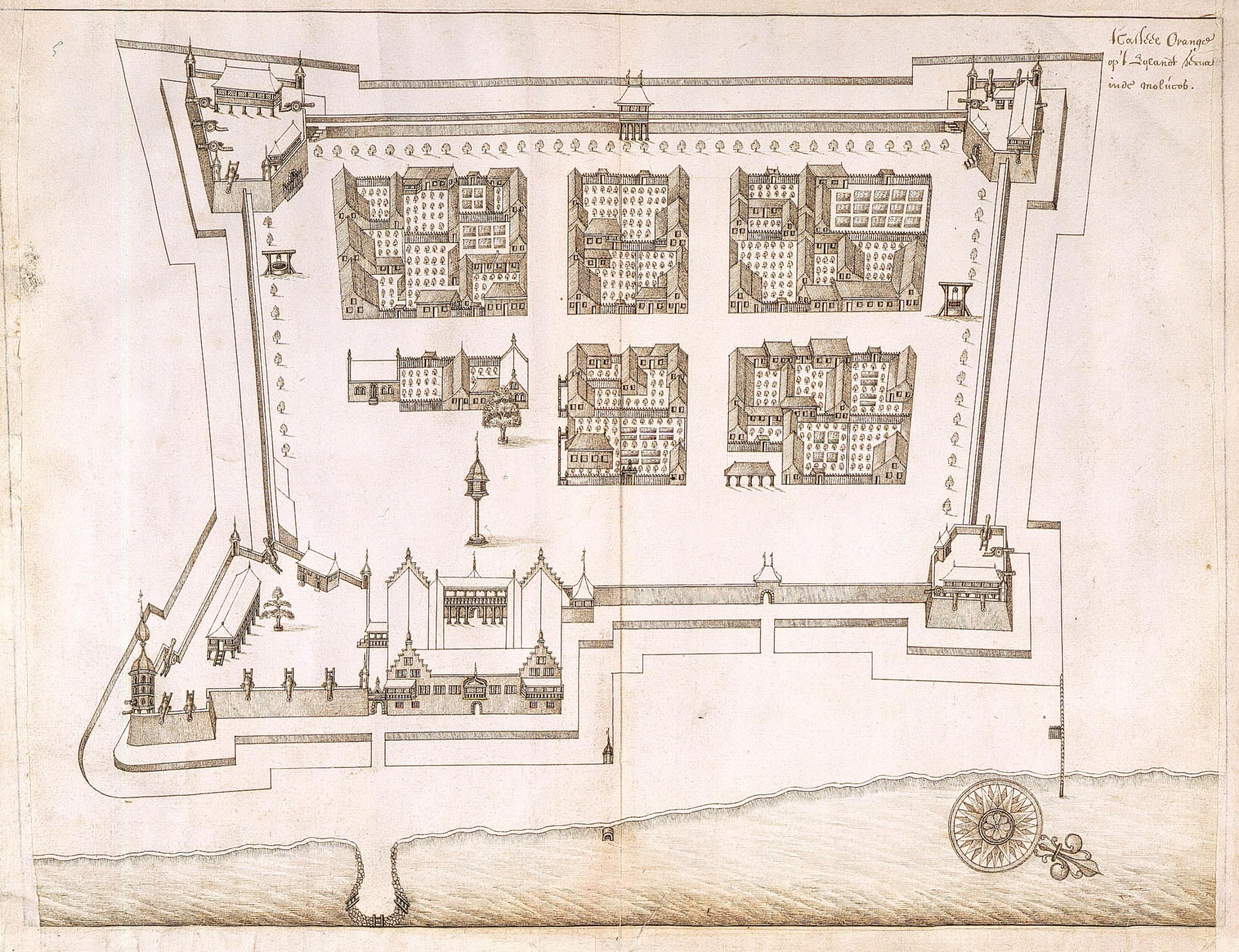
Fort Oranje op Ternate ca. 1651

In 1653 volgde hij op Ternate Van den Bogaerde op als gouverneur van Ternate, wat hij tot 1656 bleef. In deze tijd ging de VOC, onder de gouverneurs-generaal Reyniersz en Maetsuycker, over tot het op grote schaal kappen van kruidnagelplantages op de noordelijke Molukken, om smokkel tegen te gaan en het monopolistisch aanbod beter te kunnen reguleren. De vorsten werden hierbij schadeloos gesteld met jaarlijkse betalingen. Een deel van de bevolking was hier de dupe van. Volgens de VOC zouden zij zich bezig moeten houden met het verbouwen van voedingsgewassen, die de VOC dan zou kopen. Ook met de vorst van Batjan, iets verder naar het zuiden gelegen, sloot Hustaert een akkoord waarbij de vorst zich tegen een jaarlijkse premie verbond de kruidnagelbomen uit te roeien en geen nieuwe te planten. De kruidnagelteelt moest geconcentreerd worden op Ambon en enkele naburige eilanden. De controle op de naleving van deze regeling in de regio, met een inlandse vloot van kora-kora's, was het begin van de hongitochten.
Ook breidde de VOC uit naar de westelijke Molukken, het huidige noorden van Sulawesi. Hier, in Menado, werd op initiatief van Hustaert een houten vesting en handelspost gebouwd. Zo'n 20 jaar later zou hier een fort worden gebouwd: Fort Amsterdam.
Er was dat jaar sprake van een eventuele verhuizing van de hoofdvestiging van de VOC van Ternate naar Makian, maar daar hadden ziektes recent veel slachtoffers geëist. Hustaert had een voorkeur voor Batjan, omdat daar een betere voedselvoorziening was, maar ook dat ging niet door.

### Ambon

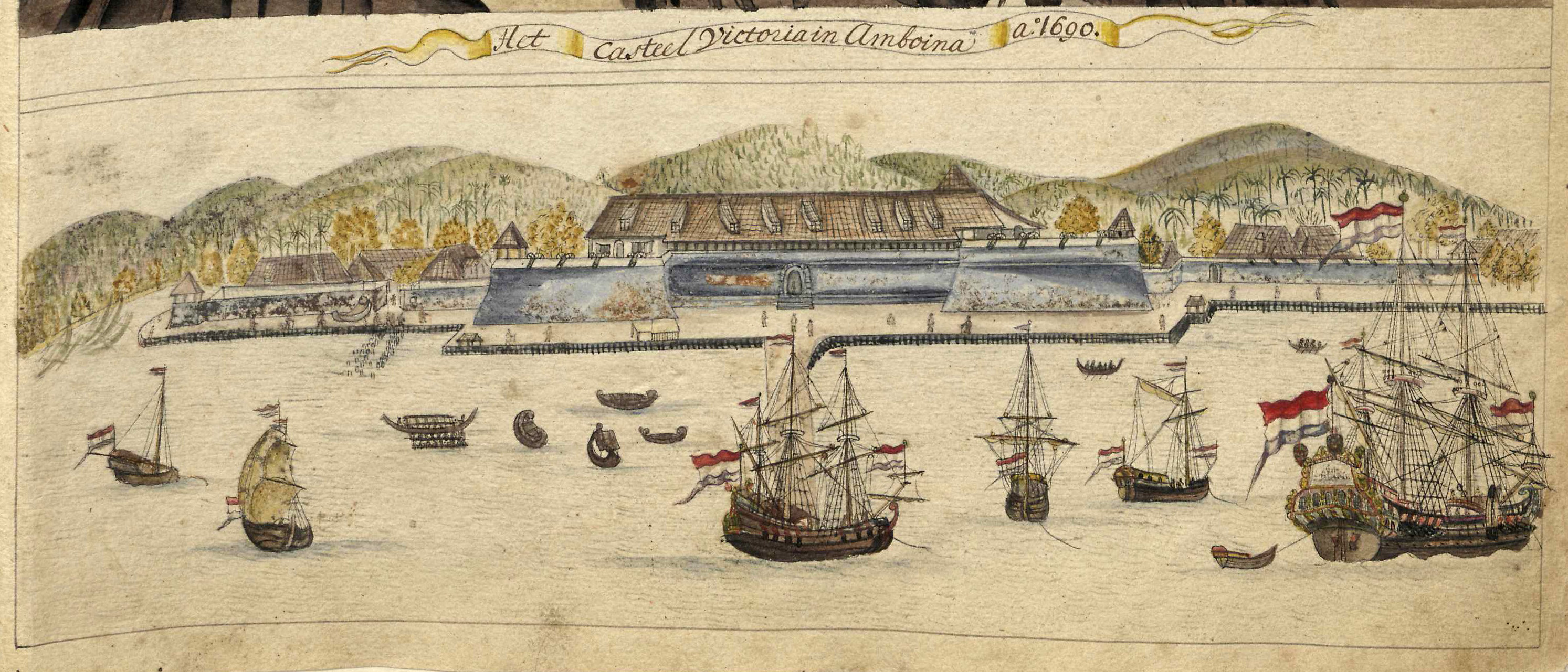
Kasteel Victoria ca. 1690.

Begin 1656 vertrok Hustaert uit Ternate en werd gouverneur van Ambon, in de zuidelijke Molukken, op Kasteel Victoria. Hij wisselde daar van plek met waarnemend gouverneur Simon Cos, die gouverneur van Ternate werd.

Ambon had toen een roerige periode achter de rug. Nadat in 1651 op West-Ceram 160 Nederlanders vermoord waren had de VOC in de persoon van Arnold de Vlamingh van Oudshoorn de jaren daarna met harde hand opstanden van de bevolking neergeslagen: de Ambonse oorlogen. De woede richtte zich tegen het uitroeien van de kruidnagelbomen op Ceram en tegen het gezag van sultan Mandarsjah van Ternate, die in 1648 door Antonie Caen op de troon gemanoeuvreerd was als opvolger van sultan Hamza. Mandarsjah was de VOC goed gezind maar werd er door zijn broers en mede-troonpretendenten van beschuldigd de belangen van de bevolking niet goed te behartigen en zich tot het christendom te hebben bekeerd.

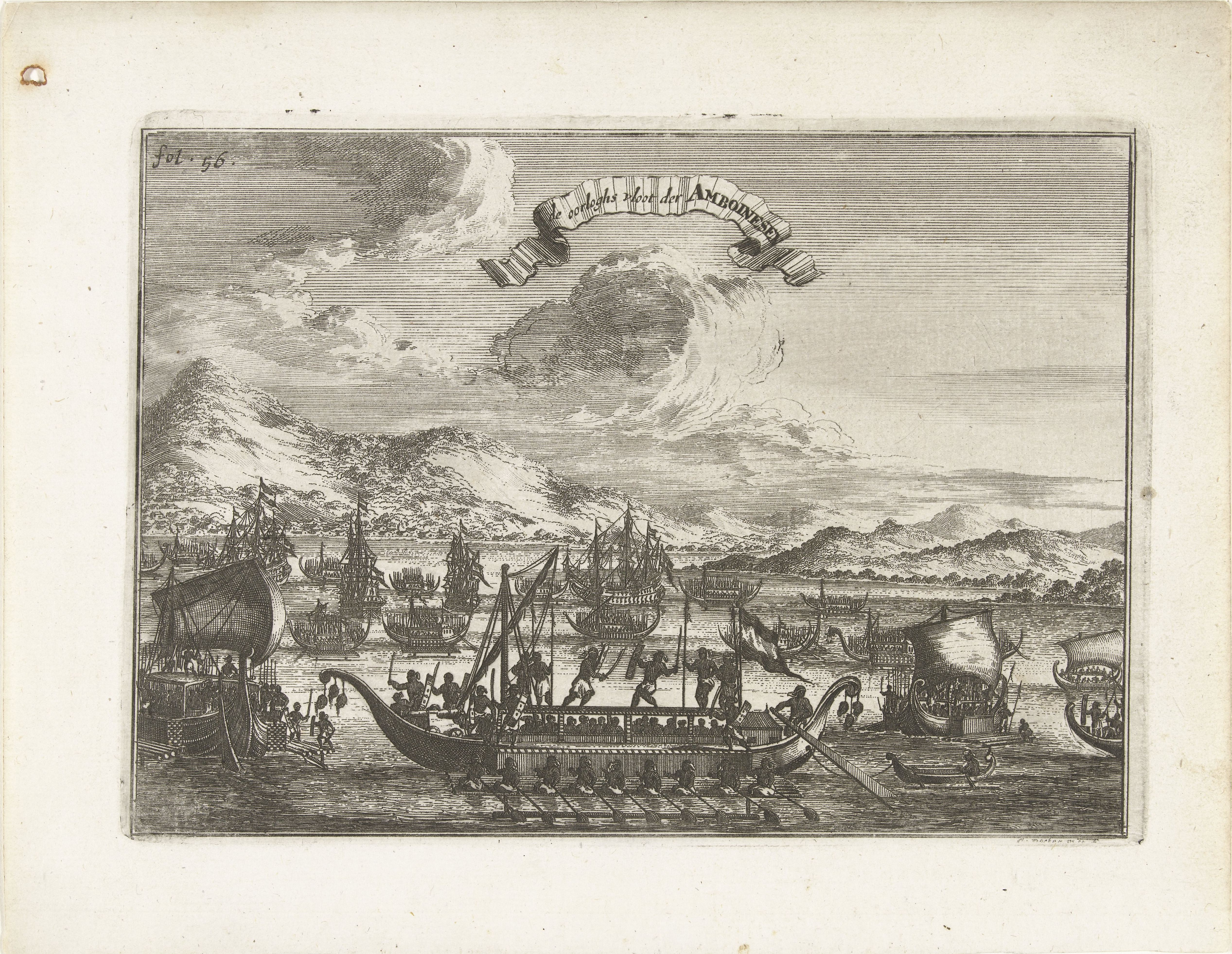
De Hongivloot. Illustratie uit het boek van Wouter Schouten.

Toen Hustaert in mei 1656 op Ambon begon, was de rust weer wat teruggekeerd. François Valentijn schrijft: 'De nieuwe Heer Landvoogd Hustaart was een zeer geleerd, ervaren en verstandig Heer, zynde wel 260 pond zwaar, maar des niet te min vry ligt van gang, zeer voortvarende, en zomtyds ook vry wat haastig, hoewel hy anders een wakker en zeer voorzigtig Landvoogd geweest is.' Ook meldt Valentijn dat Hustaert Latijn sprak. In 1657 hielp Hustaert Georg Rumpf (Rumphius), een getalenteerde jonge Duitser die bij de VOC als soldaat had dienst genomen, aan een baan als onderkoopman en stelde hem in staat als botanicus te werken. In 1660 promoveerde hij hem tot koopman. Rumpf schreef verscheiden werken over de flora en fauna van Ambon.

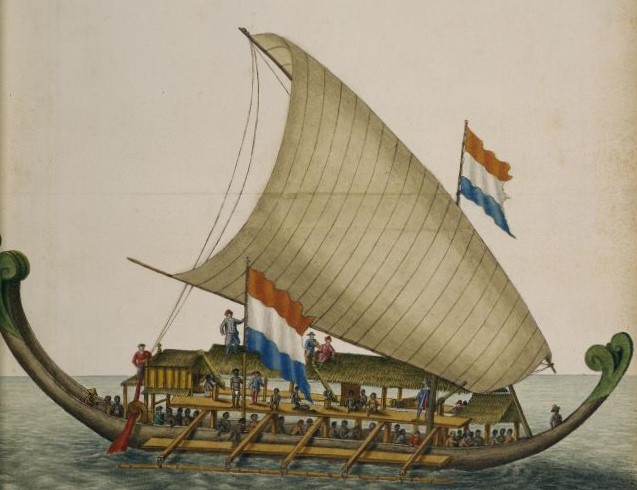
Een kora-kora met grootzeil.

Ook hield Hustaert enkele hongitochten op Ceram. Eén ervan, in 1659, wordt beschreven in de 'Oost-Indische voyagie', een populair reisverhaal uit de 17de eeuw van de chirurgijn Wouter Schouten, die mee mocht op de tocht. In Goeli-goeli, in Zuidoost Ceram, liet Hustaert een redoute bouwen om kruidnagelteelt en smokkel door de Makassaren van die kant tegen te gaan.
In 1659 gaf hij te kennen dat hij bij de VOC alleen verder wilde als hij tot buitengewoon Raad van Indië benoemd werd. Blijkbaar werd hem dit beloofd want hij bleef aan tot juli 1662, toen hij het gezag overdroeg aan Simon Cos, dezelfde die hem ook al op Ternate was opgevolgd.
Bij zijn vertrek gaf hij aan dat het nieuwe, zachtere beleid van de Compagnie zijn vruchten af zou werpen op Ambon, een 'hertneckige, superbe natie sijnde, die geen straffe gebieders verdraegen', wat al te vaak tot schade van de Compagnie gebleken was.

### Malabar

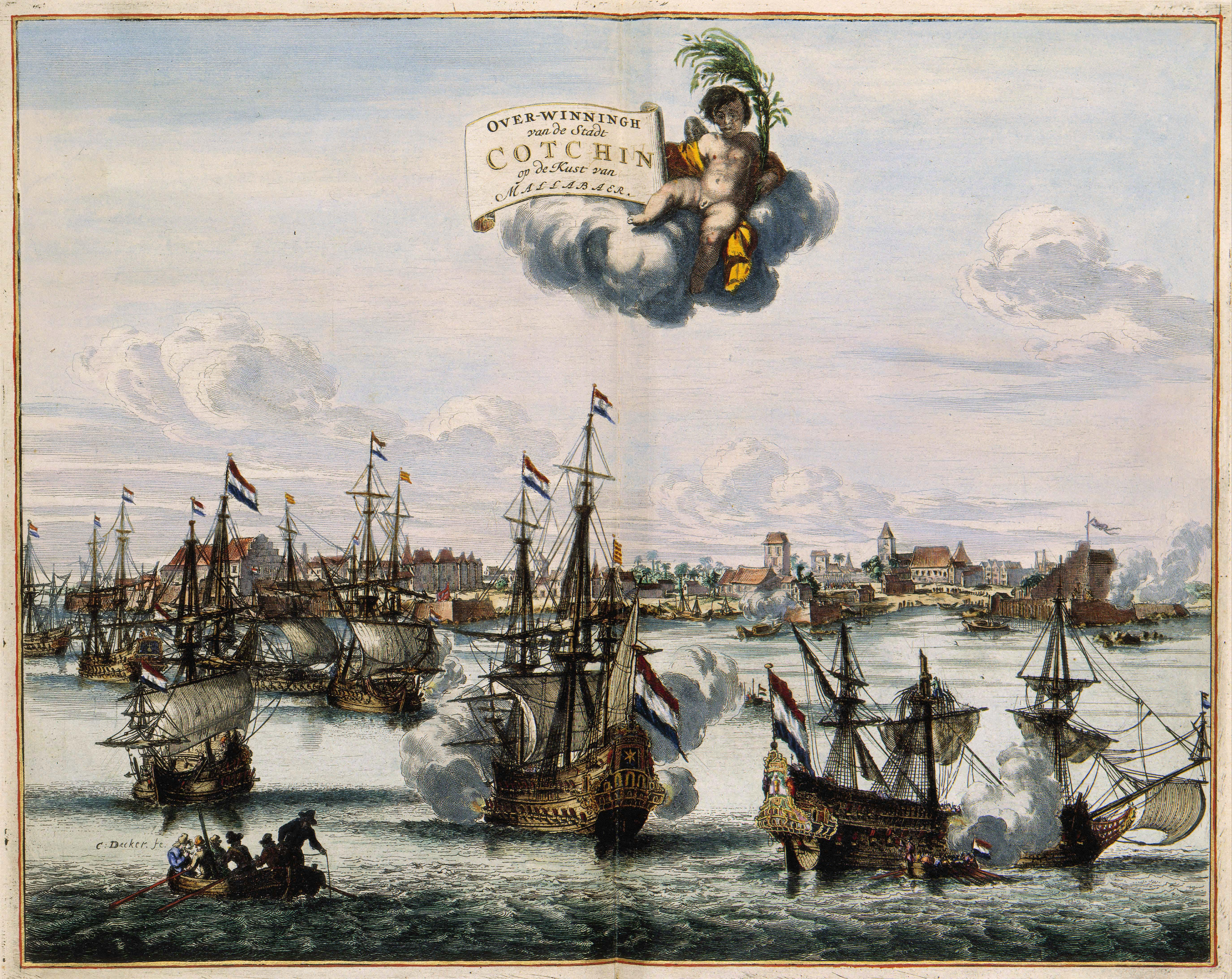
De verovering van Cochin

Hustaert wilde nu met de retourvloot terug naar Nederland maar de Raad in Batavia vroeg hem om de ziek naar Batavia teruggekeerde Rijcklof van Goens te vervangen op een expeditie naar de Malabarkust. Hier moest de verovering van de Portugese vestingen afgerond worden voordat de koning van Portugal het in 1661 in Den Haag gesloten vredesverdrag tussen de Republiek en Portugal had kunnen ratificeren. Meerdere expedities onder de gouverneur van Ceylon Adriaan van der Meijden en door Van Goens hadden slechts gedeeltelijk succes gehad. Met name het belangrijke Cochin was nog in Portugese handen. Hustaert, die gekozen was omdat hij 'seer veel goede qualiteyten' had om de VOC te dienen', stemde toe. Van Goens toonde zich met de keuze ingenomen. Hustaert werd toen ook benoemd tot buitengewoon Raad van Indië. Met 13 oorlogsschepen vertrok hij in augustus 1662 uit Batavia. Een maand later was Van Goens al weer voldoende hersteld en reisde hem met twee schepen achterna om het bevel over te nemen.

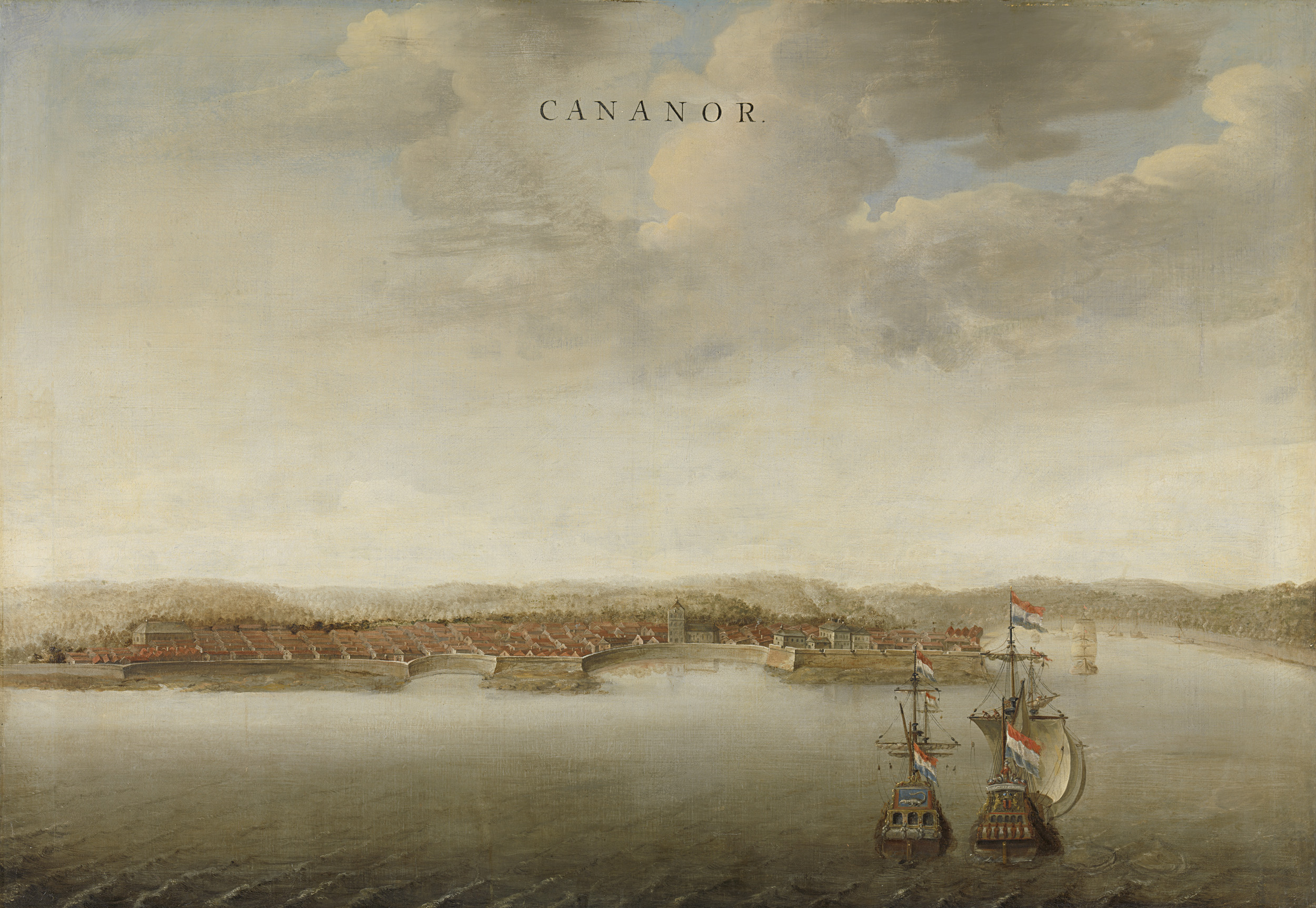
Cananoor rond 1665

In januari werd Cochin veroverd en in februari veroverde Hustaert met vier schepen na een kort bombardement de vesting Cananoor (het huidige Kannur). Hij liet hier een klein garnizoen achter. Met de verovering van Malabar had de Compagnie de controle over de handel over de hele westkust van India verkregen met uitzondering van Goa en Bombay, dat de Engelse koning het jaar daarvoor als bruidsschat had gekregen toen hij trouwde met de dochter van de koning van Portugal. Malabar viel in eerste instantie administratief onder Ceylon maar zou in 1669 een afzonderlijk gewest worden, met Hendrik van Reede als commandeur. Ook de handel in Ceylon en een groot deel van de oostkust van India stond onder controle van de VOC, wat haar in staat stelde een monopolie af te dwingen op de zeer winstgevende handel in zowel peper als kaneel. Daar tegenover stonden echter de hoge kosten van de forten en factorijen, garnizoenen, administratief personeel en, in Ceylon, het bestuur van het territorium langs de kust dat de VOC daar had verworven, zonder dat dat oorspronkelijk de bedoeling was geweest.

### Ceylon

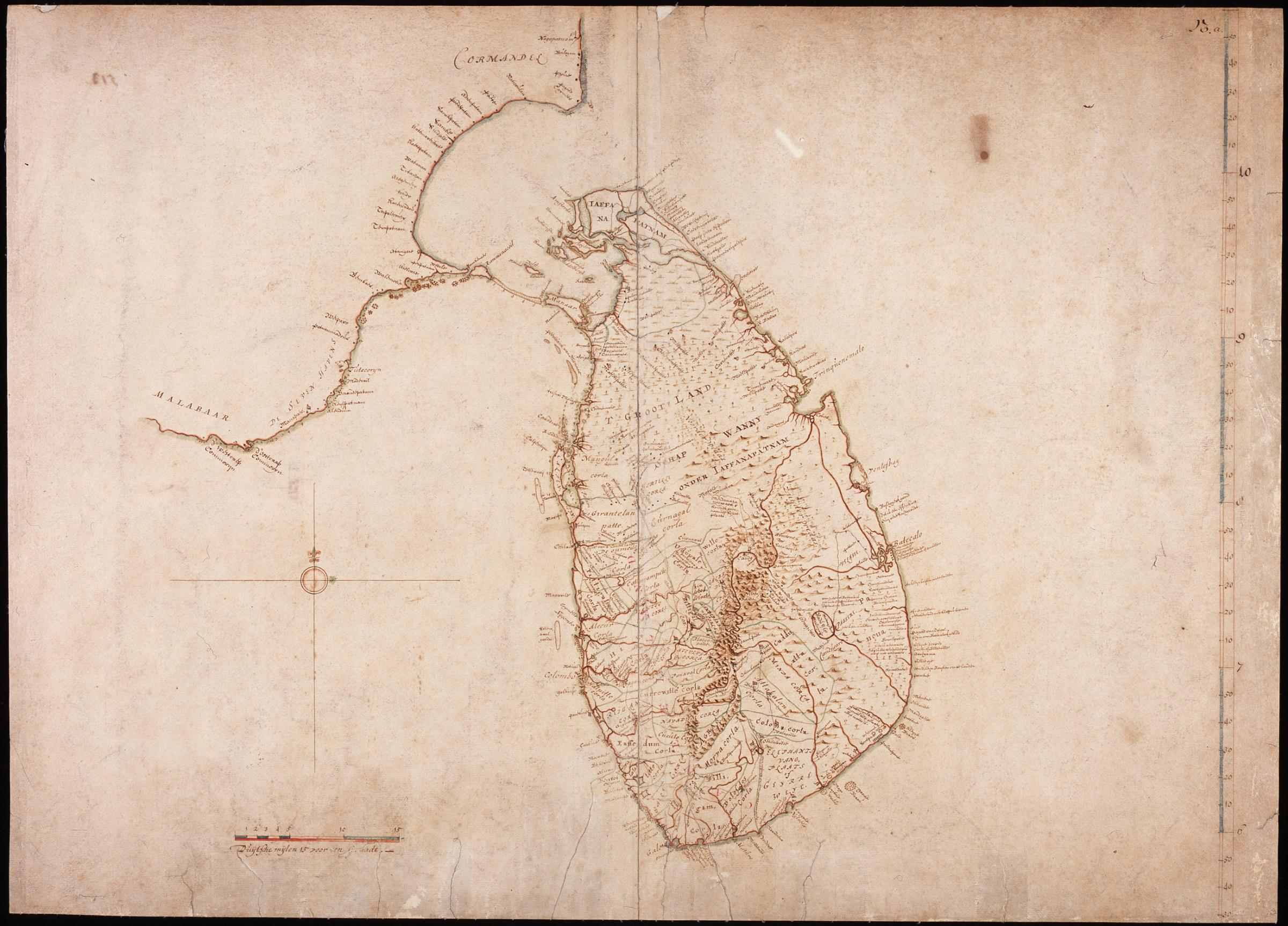
Ceylon en een stukje van de kust van Malabar, Madoera en Coromandel, verbonden door de Adamsbrug.

Op Ceylon was intussen onder druk van Van Goens, als bevelhebber van de Westerkwartieren, de gouverneur Van der Meijden vertrokken. Van Goens nam het gouverneurschap waar, maar vertrok al spoedig naar Batavia omdat zijn vrouw niet naar Ceylon wilde komen. Hustaert, die aanvankelijk benoemd was als de nieuwe gouverneur van Coromandel, werd toen in november 1663 aangesteld als gouverneur van Ceylon. Cornelis Speelman werd gouverneur van Coromandel. Hustaert vergezelde Speelman bij een bezoek aan Fort St. George in Madras, op uitnodiging van de Engelsen. Dit was kort na de Eerste Engelse Zeeoorlog en net voor de tweede. De Engelsen werden in de correspondentie van de VOC vaak 'onze jaloerse vrienden' genoemd. Men verweet ze dat ze de Nederlanders de kastanjes uit het vuur lieten halen in de strijd tegen de Portugezen en moeilijke onderhandelingen met plaatselijke vorsten, om zich vervolgens naast de Nederlanders te vestigen met een beroep op vrije handel. Speelman en Hustaert moesten constateren dat de versterkingen van Fort St. George er veel beter uitzagen dan die van het VOC hoofdkantoor in Paliacatta.

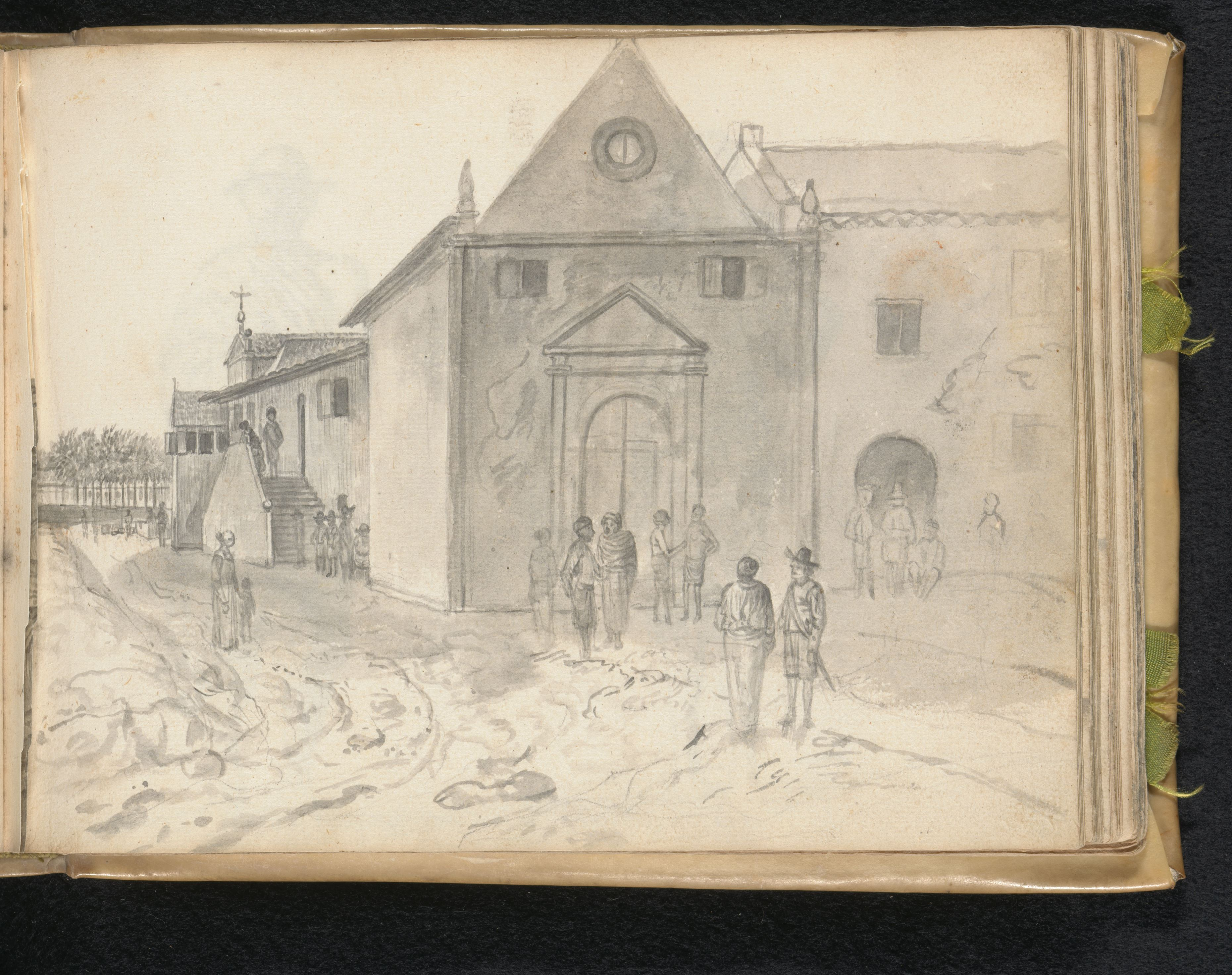
Straatbeeld in Colombo ca. 1665.

Hustaert beloofde de Engelsen te zullen helpen om tientallen landgenoten vrij te krijgen die gevangen werden gehouden door de koning van Kandy in Ceylon, Raja Singha II. Ze waren afkomstig van enkele schepen die in de haven van Trincomalee aan de oostkust van het eiland hadden aangelegd voor reparaties. Onder hen was ook Robert Knox, die over zijn 19-jarige gevangenschap een beroemd boek zou schrijven. De Engelsen moesten echter beloven niet zelf relaties met Raja Singha te onderhouden, maar die belofte wilden ze niet geven. De activiteiten van de Engelsen aan de oostkust waren een paar jaar later aanleiding voor Batavia om de forten van Trincomalee en Batticaloa, die op verzoek van Raja Singha waren afgebroken, weer te herbouwen en te voorzien van garnizoenen.
In augustus 1664 werd door de Raad in Batavia het verzoek van Van Goens om het gouverneurschap van Ceylon van Hustaert over te nemen en de zaken daar 'op een goeden voet te brengen' goedgekeurd. Hustaert vertrok in november. Adriaan Roothaes, toen commandeur van Galle, viel in als waarnemend gouverneur totdat Van Goens zou arriveren, begin 1665.

### Batavia
Op 18 december was Hustaert terug in Batavia met een schip vol kaneel en parels, en een rapport over de staat van de Compagnie op Ceylon, Malabar en Madoera. Volgens hem bleven de forten langs de kust noodzakelijk en zouden er zeker 2000 soldaten permanent op Ceylon aanwezig moeten zijn. Zijn onderzoek naar wat precies gedaan zou moeten worden om de voordelen van 'soo costelyck een eylandt' de hoge uitgaven te doen overtreffen had hij door zijn 'schielyck vertreck' niet af kunnen maken.
In Batavia werd Hustaert president van de Weeskamer. Op zijns inziens hatelijke beschuldigingen aan zijn adres in brieven van Van Goens uit Ceylon besloot hij niet in te gaan, om iedereen werk te besparen. Van Goens verweet Hustaert dat hij de mogelijkheden van Malabar niet had benut. Volgens Van Goens was er in Malabar zeker 1000 last peper per jaar voor ongeveer 2 stuivers per pond te kopen, wat Hustaert ontkende. Van Goens werd door de Raad geadviseerd 'alle aenstotelycke termen omtrent zijn persoon te myden'.
Op 10 juli 1665 overleed Hustaert vrij plotseling. Hij werd begraven in de Grote Kerk van Batavia. Hij liet een vrouw en twee dochters achter: Geertruyd en Maria. Geertruyd trouwde met Pieter Pauw, buitengewoon lid van de Raad van Indië. Maria met Laurens Pit de Jonge, later gouverneur van Coromandel.